# Dora Bakogianni

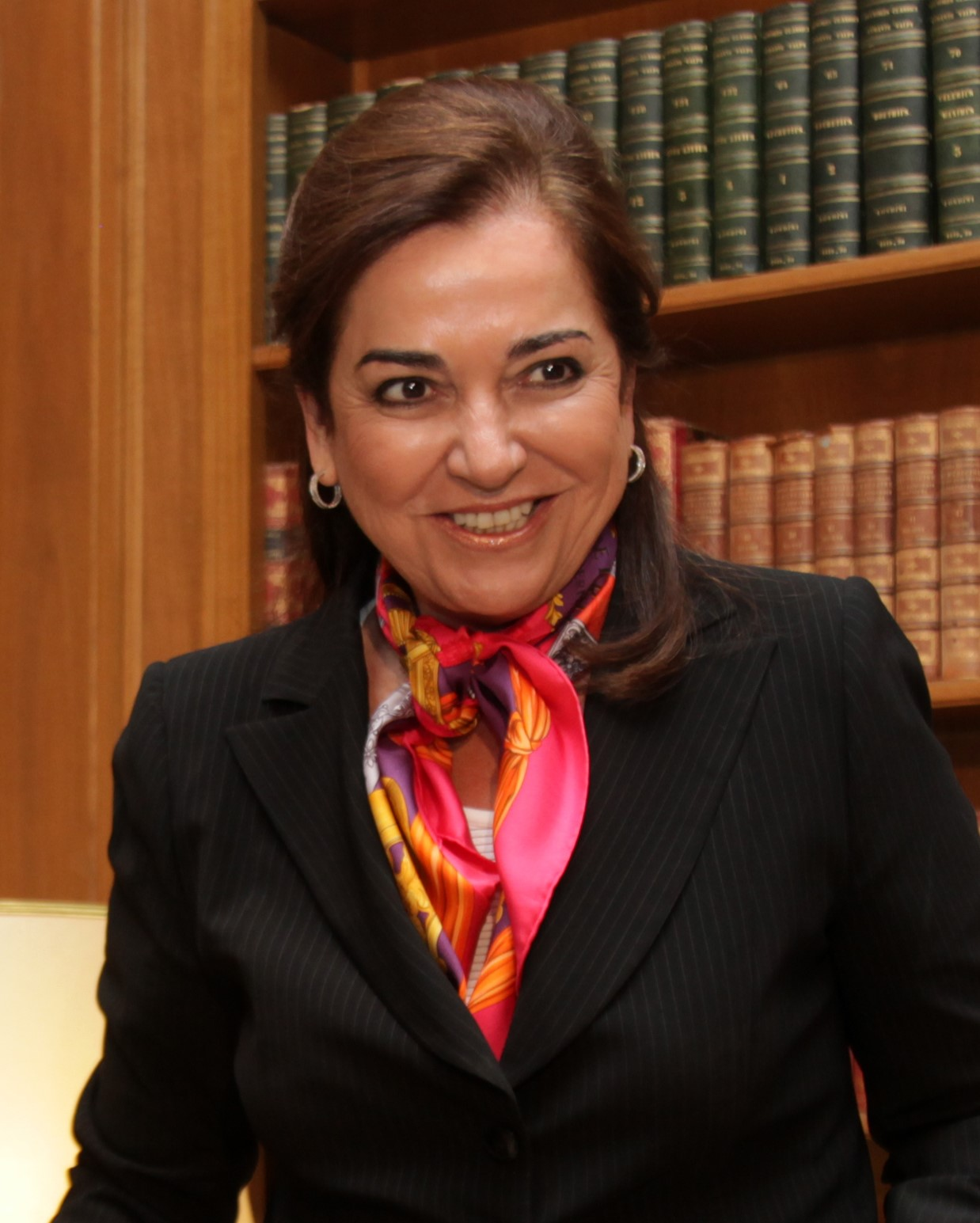
Dora Bakogianni (2011)

Theodora (Dora) Bakogianni (griechisch Θεοδώρα (Ντόρα) Μπακογιάννη, geborene Mitsotaki; * 6. Mai 1954 in Athen) ist eine griechische Politikerin. Sie ist Mitglied der konservativen Partei Nea Dimokratia (ND).

## Biografie
Dora Bakogianni ist die älteste Tochter des früheren griechischen Ministerpräsidenten Konstantinos Mitsotakis sowie die Schwester des aktuellen Ministerpräsidenten Kyriakos Mitsotakis.
Sie besuchte einige Jahre die Deutsche Schule Athen. Ihre Familie ging 1968 ins Exil und sie besuchte bis zum Abitur die deutsche Schule in Paris. Danach studierte sie zunächst Politikwissenschaft und Kommunikationswissenschaften an der Universität München und später  Rechtswissenschaften in Athen. Während des Studiums in München lernte sie Pavlos Bakogiannis, ihren ersten Ehemann, kennen. Dieser hatte dort während der Militärdiktatur in Griechenland als Journalist bei der Deutschen Welle gegen die Militärjunta unter Georgios Papadopoulos gearbeitet. Nach seiner Heirat wurde er Parlamentsabgeordneter der Nea Dimokratia und Berater seines Schwiegervaters. Am 26. September 1989 wurde er von Terroristen der Untergrundorganisation „17. November“ ermordet. In zweiter Ehe ist Dora Bakogianni mit dem griechischen Geschäftsmann Isidoros Kouvelos verheiratet, aus der Ehe mit Pavlos Bakogiannis stammen zwei Kinder. Ihr Sohn Kostas ist seit 2019 Bürgermeister von Athen und war vorher seit 2014 Gouverneur der Region Mittelgriechenland. Davor war er seit 2011 Bürgermeister der Stadt Karpenisi.
Am 13. Dezember 2002 überlebte Dora Bakogianni leicht verletzt ein Attentat. Ein psychisch kranker Mann hatte auf sie geschossen, während sie im Auto in Athen unterwegs war.

## Politische Laufbahn
Vor ihrer politischen Laufbahn war Dora Bakogianni – nach der Rückkehr aus dem gemeinsamen Exil während der Diktatur – Büroleiterin ihres Vaters. Ihre politische Karriere begann sie nach der Ermordung ihres Mannes, als sie seinen Parlamentssitz übernahm. Nach dem Wahlsieg der Nea Dimokratia 1990 wurde sie im Kabinett ihres Vaters Kultusministerin bis 1993.

Sie war von 2002 bis 2006 die Bürgermeisterin der griechischen Hauptstadt Athen und die erste Frau in diesem Amt. International bekannt wurde Dora Bakogianni durch die während ihrer Amtszeit in Athen durchgeführten Olympischen Sommerspiele 2004. 

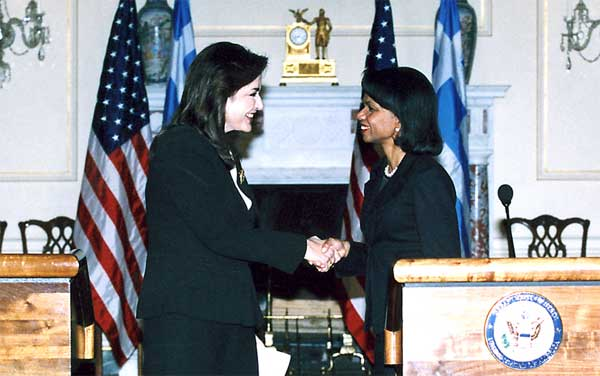
Dora Bakogianni (links im Bild) und ihre US-amerikanische Amtskollegin Condoleezza Rice

Sie gilt als eine der populärsten Politikerinnen des Landes, Kritiker halten ihr vor, dass ihr Aufstieg auch auf ihren familiären Beziehungen beruhe – ein für die griechische Politik typisches Phänomen.
Vom 15. Februar 2006 bis zur Vereidigung der neuen Regierung unter Giorgos Andrea Papandreou am 7. Oktober 2009 war sie Außenministerin Griechenlands in den Regierungen von Ministerpräsident Kostas Karamanlis, wiederum als erste Frau in diesem Amt.
Nachdem Karamanlis nach der schweren Niederlage der Nea Dimokratia bei den Parlamentswahlen 2009 auch als Parteichef zurückgetreten war, kandidierte Dora Bakogianni für den Parteivorsitz. Bei der direkten Wahl durch die Parteibasis am 29. Oktober 2009 unterlag sie jedoch nach einem erbitterten Wahlkampf Antonis Samaras, der zuletzt 1992 zu den Spitzenpolitikern der Partei gehört hatte und zwischen 1993 und 2004 mit seiner Politiki Anixi aus der Partei ausgetreten war.
Als sie am 6. Mai 2010 mit der regierenden PASOK für das Sparpaket der Regierung stimmte, schloss Samaras sie aus der Fraktion der Nea Dimokratia (ND) und aus der Partei aus. Nach ihrem Parteiausschluss vom 6. Mai 2010 war sie unabhängige Abgeordnete des Griechischen Parlaments.
Am 11. Juli 2010 gründete Dora Bakogianni das Forum für Griechenland. Das Forum ist eine nicht gewinnorientierte Organisation. Zweck des Forums ist die Lösung der Probleme, die die Entwicklung Griechenlands behindern, der Schutz wichtiger Grundsätze, wie der Demokratie, der Gleichheit und der sozialen Gerechtigkeit, die Förderung der Beteiligung aller Bürger am sozialen und politischen Leben, die Entwicklung neuer Ideen und Strategien im Sinne der fruchtbaren Zusammenarbeit mit der Zivilgesellschaft.
Einige Monate später, am 21. November 2010, gründete Dora Bakogianni ihre neue Partei, die (neo)liberale Dimokratiki Symmachia. Die Partei konnte Anfang 2012 mit der Unterstützung von insgesamt fünf Abgeordneten im griechischen Parlament rechnen, die ebenfalls aus der ND ausgeschlossen wurden. In den vorzeitigen Parlamentswahlen vom 6. Mai 2012 verpasste ihre Partei mit 2,55 Prozent den Wiedereinzug ins griechische Parlament. Bei den Neuwahlen am 17. Juni 2012 trat die Dimokratiki Symmachia nicht an, sondern unterstützte die Nea Dimokratia. Bakogianni wurde – neben anderen Parteimitgliedern – als Kandidatin auf der Liste der Nea Dimokratia aufgestellt und gewählt. Im Mai 2014 trat die Dimokratiki Symmachia schließlich wieder der Nea Dimokratia bei. Bei der Wahl im Januar 2015 wurde sie als Mitglied von Nea Dimokratia ins Parlament gewählt. Seit Januar 2016 ist ihr Bruder Kyriakos Mitsotakis Vorsitzender der Partei.

### Ehrungen
Im März 1992 wurde Dora Bakogianni vom Internationalen Frauenzentrum der „International Leadership Award“ verliehen. Im Juni 1993 wurde sie von dem 14. Internationalen Symposium „Fontana di Roma“ als prominente Persönlichkeit im Kulturgebiet geehrt.
Im Jahr 2003 hat sie auf Einladung des damaligen Präsidenten der Europäischen Kommission Romano Prodi zusammen mit zwölf anderen prominenten Persönlichkeiten in Europa an einem runden Tisch teilgenommen, um Fragen zum sozialen Charakter, zur kulturellen Identität und zum Finanzplan Europas zu diskutieren. Im Dezember 2005 wurde Dora Bakogianni im Rahmen der jährlichen Ausschreibung der internationalen Organisation „City Mayors“ zur ersten „Welt-Bürgermeisterin“ gewählt. Sie erhielt die meisten positiven Kommentare unter 550 Bürgermeistern aus aller Welt.
Im Jahr 2008 wurde Dora Bakogianni in Innsbruck der „Kaiser-Maximilian-Preis für europäische Verdienste auf regionaler und kommunaler Ebene“ verliehen. 2006, 2007 und 2008 hat die Zeitschrift „Forbes“ Dora Bakogianni als eine der 100 mächtigsten Frauen der Welt aufgenommen. 2009 wurde Dora Bakogianni als erste ausländische Partnerin der Académie des sciences morales et politiques ausgezeichnet. Zwei Tage zuvor wurde ihr in Salzburg auch die Ehrensenatorenwürde der Europäischen Akademie der Wissenschaften und Künste verliehen.
Im Jahr 2010 wurde Dora Bakogianni als Ritter des nationalen Ordens der Ehrenlegion ausgezeichnet (Ordre National de Chevalier de la Legion d'Honneur).